# Kościół św. Apostołów Piotra i Pawła w Bieszenkowiczach
Kościół św. Apostołów Piotra i Pawła w Bieszenkowiczach – kościół parafialny w Bieszenkowiczach na Białorusi.

## Historia
Przed wybudowaniem kościoła parafianie spotykali się w drewnianym domu dostosowanym do potrzeb liturgicznych. 1 lipca 2011 r. zatwierdzono projekt kościoła. W sierpniu 2011 r. rozpoczęto budowę dzięki wielu ofiarodawcom i dobrodziejom.
2 października 2011 r. przy udziale biskupa Władysława Blina i proboszcza ks. Sławomira Samkowicza wmurowano kamień węgielny nowej świątyni. 29 czerwca 2019 r. kościół uroczyście poświęcił biskup ks. Aleh Butkiewicz.